# Aria (Spagna)
Aria è un comune spagnolo di 68 abitanti situato nella comunità autonoma della Navarra.